# Лејк Буена Виста (Флорида)
Лејк Буена Виста (енгл. Lake Buena Vista) град је у америчкој савезној држави Флорида. По попису становништва из 2010. у њему је живело 10 становника.

## Демографија
Према попису становништва из 2010. у граду је живело 10 становника, што је 6 (37,5%) становника мање него 2000. године.
| Група             | 2000.       | 2010.       |
| Белци             | 16 (100,0%) | 10 (100,0%) |
| Афроамериканци    | 0 (0,0%)    | 0 (0,0%)    |
| Азијати           | 0 (0,0%)    | 0 (0,0%)    |
| Хиспаноамериканци | 0 (0,0%)    | 0 (0,0%)    |
| Укупно            | 16          | 10          |